# زواج المثليين في جبل طارق
أصبح زواج المثليين قانونيًا في إقليم ما وراء البحار البريطانية جبل طارق في 15 ديسمبر 2016. وقد وافق البرلمان في 26 أكتوبر 2016 على مشروع قانون لتشريعه، وحصل على موافقة ملكية في 1 نوفمبر 2016. كما سمح الإقليم بالشراكات المدنية منذ 28 مارس 2014.

## الشراكة المدنية
في يناير 2014، تم نشر 'مشروع قانون الشراكة المدنية 2014" للمشاورات العامة والبدأ في مناقشته في برلمان جبل طارق. في 21 مارس، وافق البرلمان على مشروع القانون دون معارضة ملحوظة. حصل مشروع القانون على الموافقة الملكية في 25 مارس. ودخل القانون والقواعد واللوائح ذات الصلة في 28 مارس. كما يسمح القانون بتبني المثليين للأطفال إذا كانوا في شراكة مدنية، كالنحو المنصوص عليه في حكم قضائي في عام 2013.
| الحزب السياسي                         | صوت لصالح | غائب (لم يصوت) |
| ------------------------------------- | --------- | -------------- |
| G حزب العمال الاشتراكي في جبل طارق    | 7         | -              |
| الحزب الاجتماعي الإجتماعي في جبل طارق | 6         | 1              |
| G الحزب الليبرالي في جبل طارق         | 3         | -              |
| العدد الإجمالي                        | 16        | 1              |

## زواج المثليين
شمل البيان الانتخابي لتحالف حزب العمال الاشتراكي في جبل طارق/الحزب الليبرالي، الذي تم إعادة انتخابه في عام 2015 وشملت، على الالتزام التالي: «سنقوم بنشر ورقة عمل من أجل أخذ آراء الجمهور حول أفضل كيفية لتقنين طلب بعض المواطنين لتوسيع نطاق الزواج المدني ليشمل الأزواج المثليين، فنحن ملتزمون تمامًا بضمان عدم اضطرار الطوائف الدينية إلى تغيير ممارساتهم أو معتقداتهم أو أسرارهم بأي شكل من الأشكال وإلى المبدأ القائل بأن الدولة يجب ألا تميز بين الأفراد استنادًا إلى أسس التوجه الجنسي وسيتم نشر نتائج الردود على ورقة القيادة بحلول يونيو [2016].» وقالت مجموعة الحقوق المتساوية إنها لم تذهب بعيدا بما فيه الكفاية وطلبت المزيد من الالتزام لتشريع زواج المثليين.
في 22 ديسمبر 2015، تم نشر ورقة عمل حول تشريع زواج المثليين وكانت قيد التشاور حتى 15 يناير 2016.
في 4 يناير 2016، تم الإعلان عن تمديد فترة التشاور إلى 29 يناير 2016. في 5 يناير 2016، صرح متحدث باسم الحكومة بأن الاستفتاء حول هذه القضية لم يتم استبعاده حتى يتم النظر في جميع التعليقات المقدمة من العامة.
في 18 يناير عام 2016، في رسالته بمناسبة العام الجديد، أعلن رئيس الحزب الاجتماعي الاشتراكي في جبل طارق دانييل فيثام عن تأييده لزواج المثليين، وعلى الرغم من السماح بتصويت حر لأعضاء حزبه، فقد قال بأن أعضاء حزبه في البرلمان قد أعلنوا عن دعمهم للقضية كذلك. ثم ذكر أن الأمر متروك للحكومة لاتخاذ قرار بشأن كيفية المضي قدما في القضية عندما يحين الوقت.
في 20 يناير 2016، أعلن رئيس وزراء في جبل طارق فابيان بيكاردو (عن حزب العمل الاشتراكي في جبل طارق) أنه لن يكون هناك استفتاء على زواج المثليين بعد أن بدأ النقاش البرلماني حول هذه القضية من قبل المعارضة. في تلك المناقشة نفسها، صرح رئيس الوزراء أنه يتوقع أن تساعد ردود الفعل من عملية التشاور في تحسين مشروع قانون زواج المثليين.
في 21 آذار/مارس 2016، أعلنت الحكومة أنها تلقت 3,490 رداً فيما يتعلق بالمشاورة العامة، وبسبب الطبيعة المثيرة للجدل للموضوع، ستنشئ لجنة مشتركة بين الوزارات (تتألف من أربعة أعضاء في الحكومة: غيلبرت ليكودي وسامانثا ساكرامنتو ونييل كوستا وآلبرت إيزولا) للاستماع إلى وجهات نظر المجموعات المختلفة والعديد من الأفراد الذين أعربوا عن وجهة نظرهم حول الموضوع، وتقديم تقرير عن النتائج التي توصلوا إليها إلى مجلس الوزراء بحلول يونيو 2016.
ردا على إعلان الحكومة، شكك رئيس «مجموعة حقوق المساواة» فيليكس ألفاريز في التزام التحالف الحاكم لحزب العمال الاشتراكي في جبل طارق/الحزب الليبرالي بالتشريع في هذا الشأن وحث كلا من مجتمع المثليين وأصدقائه وأنصاره على التزام الهدوء وحفظ ردودهم حتى تأتي الحكومة بإجابة محددة حول كيفية للتعامل مع هذا الوضع. واستناداً إلى إحصائياتهم وجهودهم السابقة في مجال الدعوة، زعمت «مجموعة حقوق المساواة» أن أكثر من 63% من ردود المشاورة هذه كانت لصالح زواج المثليين، وأن الوضع لا ينبغي أن يكون أكثر تعقيدًا مما ينبغي أن يكون.
في 15 أغسطس 2016، تم نشر مشروع قانون حكومي حول تقنين زواج المثليين. في 26 أكتوبر 2016، تم تمرير «مشروع قانون تعديل الزواج المدني 2016» في برلمان جبل طارق بدعم إجماعي من جميع الأعضاء الخمسة عشر الحاضرين خلال التصويت.
تمت هزيمة تعديل لإزالة جزء مثير للجدل من مشروع القانون، والذي يسمح لأمين السجل باختيار عدم عقد زواج المثليين، في تصويت 4 أصوات لصالحه مقابل 15 صوتا ضد (4-15)، مع تصويت بعض أعضاء البرلمان فقط لصالحه. يتطلب مشروع القانون أنه في الحالات التي لا يوافق فيها موظف السجل على عقد زواج المثليين، يجب تعيين موظف للسجل بديل لإجراء الزواج. حصل مشروع القانون على الموافقة الملكية في 1 نوفمبر ودخل حيز التنفيذ في 15 ديسمبر 2016. تم إجراء أول زواج مثلي في جبل طارق في اليوم التالي.
في مايو 2017، طلب من شريكين مثليين، سعيا إلى تحويل شراكتهما المدنية إلى زواج، الطلاق أولاً من قبل السلطات، التي استشهدت بعدم وجود تشريع لتحويل الشراكة المدنية إلى زواج. وحدث هذا على الرغم من أن «مجموعة حقوق المساواة» في جبل طارق تؤكد وجود مثل هذا الحكم في القانون، وأن المسألة كانت ببساطة مسألة مراجعة كبيرة للأوراق.
| الحزب السياسي                         | صوت لصالح | غائب (لم يصوت) |
| ------------------------------------- | --------- | -------------- |
| G حزب العمال الاشتراكي في جبل طارق    | 6         | 1              |
| الحزب الاجتماعي الإشتراكي في جبل طارق | 5         | 1              |
| G الحزب الليبرالي في جبل طارق         | 3         | -              |
| مستقلة                                | 1         | -              |
| العدد الإجمالي                        | 15        | 2              |